# In the Forests of Serre
In the Forests of Serre (cu sensul de În pădurile din Serre) este un roman fantastic din 2003 al scriitoarei americane Patricia A. McKillip. Romanul a fost publicat prima dată de editura Ace Books. A fost nominalizat în 2004 la Premiul Mythopoeic Fantasy pentru literatură pentru adulți.

## Prezentare
După moartea soției și a copilului său, prințul Ronan cade într-o depresie atât de adâncă încât până și o întâlnire predestinată cu vrăjitoarea Brume îl lasă neclintit. Își dă inima lui Brume, fiind sigur că nu mai are nevoie de ea, apoi rătăcește prin pădurile țării sale, pentru a scăpa de o căsătorie aranjată de părinții săi. În pădurile din Serre este fermecat de o pasăre de foc și o urmărește necruțător, rămânând fără amintirile sale în această nebunie.
În timp ce logodnicul ei aleargă sălbatic prin sălbăticie, prințesa Sidonie părăsește fără tragere de inimă casa ei din Dacia pentru a merge în Serre. Tatăl ei și magicianul  său Unciel realizează că o alianță între Dacia și Serre le va proteja țara de război. Pentru a o ajuta pe Sidonie și a o păzi de magia lui Serre, Unciel aranjează ca un alt vrăjitor, Gyre, să o escorteze în timp ce Unciel, care este încă slab dintr-o bătălie anterioară, și scribul lui, Euan Ash, veghează asupra evenimentelor din Dacia. Gyre este de acord, dar are propria sa motivație pentru a face această călătorie. Sidonie îl întâlnește pe Ronan, aproape în delir, deși niciunul nu știe cine este celălalt; Gyre, conștient de misiunea prințului, profită de situația confuză pentru a-i fura identitatea lui Ronan.
Cu ajutorul lui Unciel, care își adună puterile pentru a rezolva treaba neterminată pe care o are cu Gyre, Sidonie îl scoate pe Ronan din rătăcirea lui și aduce pace atât ținutului Serre, cât și în Dacia.

## Nominalizări
- 2004 , Premiul Mythopoeic Fantasy pentru Literatură pentru adulți, finalist